# Моравка
Мора́вка (болг. Моравка) — село в Тирговиштській області Болгарії. Входить до складу общини Антоново.

## Населення
За даними перепису населення 2011 року у селі проживали 210 осіб.
Національний склад населення села:
| Національність   | Кількість осіб | Відсоток |
| ---------------- | -------------- | -------- |
| турки            | 120            | 58,0%    |
| болгари          | 29             | 14,0%    |
| цигани           | 8              | 3,9%     |
| інша             | 0              | 0%       |
| не визначились   | 50             | 24,2%    |
| Всього відповіли | 207            |          |

Розподіл населення за віком у 2011 році:
Динаміка населення: